# اچ‌ام‌ای‌اس سوان (دی۶۱)
اچ‌ام‌ای‌اس سوان (دی۶۱) (به انگلیسی: HMAS Swan (D61)) یک کشتی بود که طول آن ۲۵۰ فوت ۹ اینچ (۷۶٫۴۳ متر) بود. این کشتی در سال ۱۹۱۵ ساخته شد.